# Salalah
Ṣalāla (in arabo صلالة‎?), città del Governatorato del Dhofar, è la capitale e la sede del governatore (o Wali) della regione del Dhofar, nell'Oman meridionale.
Con 331 949 abitanti (2020), Ṣalāla è la terza città del sultanato dell'Oman per popolazione dopo la capitale Mascate e Seeb, nonché tradizionale piazzaforte e luogo di nascita del Sultano Sa'id bin Taymur, rimasto in carica per 49 anni.

## Storia
Capitale tradizionale del Dhofar, assai prospero e potente nel XIII secolo, grazie al fiorente commercio dell'incenso, subì in seguito un periodo di decadenza, che la portò nel XIX secolo ad essere assorbita dal Sultanato di Mascate.
Dal 1932 al 1970 fu la capitale del Sultanato di Mascate e Oman, sotto la guida di Saʿīd ibn Taymūr. Alla morte del Sultano, il successore, il figlio Qābūs bin Saʿīd Āl Saʿīd, decise di spostare la propria residenza a Mascate.

## Geografia fisica
Ṣalāla sorge in un'area pianeggiante, di fronte all'oceano Indiano, circondata dalle montagne del Dhofar. La regione è una delle rare zone abitate da popolazioni di lingua araba ad essere interessate dai monsoni che addolciscono il caldo clima estivo: nella regione il fenomeno è noto con il nome di kharīf.

## Economia
Dopo la fine dell'insurrezione regionale del Dhofar, nel 1975, Ṣalāla ha conosciuto un periodo di intenso sviluppo grazie ad iniziative governative, come l'ampliamento dell'aeroporto, la modernizzazione del vicino porto di Raysut (a 15 km di distanza), ribattezzato nel 1998 Port Salalah, e la costruzione di una nuova arteria stradale che collegasse la città al nord del paese e alla capitale. 
A Ṣalāla si è sviluppata inoltre l'industria della lavorazione del cemento, mentre sul versante dell'agricoltura resta attivo il tradizionale commercio dell'incenso prodotto in loco.